# Beech Bend Park
Beech Bend Park est un parc d'attractions, camping et circuit de courses automobiles situé dans le Comté de Warren, dans le Kentucky, aux États-Unis, non loin de la ville de Bowling Green.
À l'origine, la zone qu'occupe aujourd'hui le parc était composée de parcs et d'aires de pique-nique. Charles Garvin acheta le terrain au début des années 1940 et y installa d'années en années des attractions. La première d'entre elles fut un pony ride, suivit d'une piste de patins à roulettes, un hall de danse, un bowling et une piscine.
Peu après la Seconde Guerre mondiale, Garvin commença à ajouter des attractions mécaniques comme la grande roue rachetée à l'Exposition universelle de 1933 (Century of Progress) de Chicago. Les courses de moto commencèrent à la même époque.
Dans les années 1970, le parc était en déclin, largement à cause de la compétition avec des parcs comme Opryland USA. À la mort de Garvin, en 1979, le parc fut fermé, bien que les courses aient continuées. Le parc fut racheté par un groupe d'investisseurs, dont le chanteur de musique country Ronnie Milsap qui dirigea le parc sans succès de 1981 à 1982. Le parc ferma une seconde fois.
En 1984, Dallas et Alfreda Jones rachetèrent la piste de course et commencèrent à organiser des courses de dragsters sous l'aile de la National Hot Rod Association. Trois ans plus tard, le couple acheta le reste du parc et rénova le camping. La piscine fut rouverte et d'autres attractions furent ajoutées.
En 2006, le parc a installé ses quatrièmes montagnes russes, le Kentucky Rumbler.

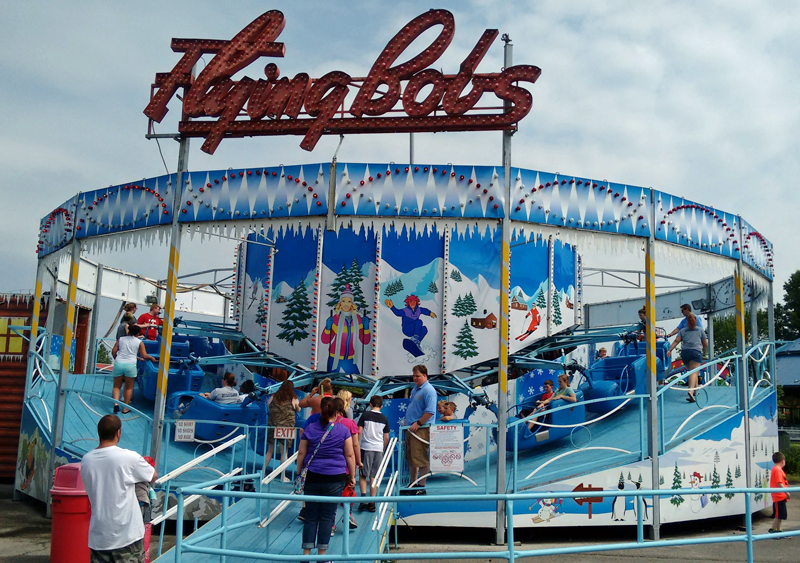
Flying Bobs
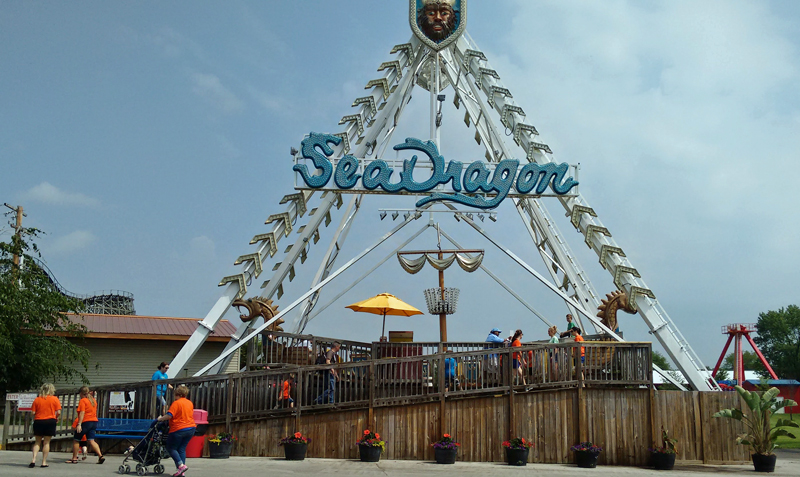
Sea Dragon
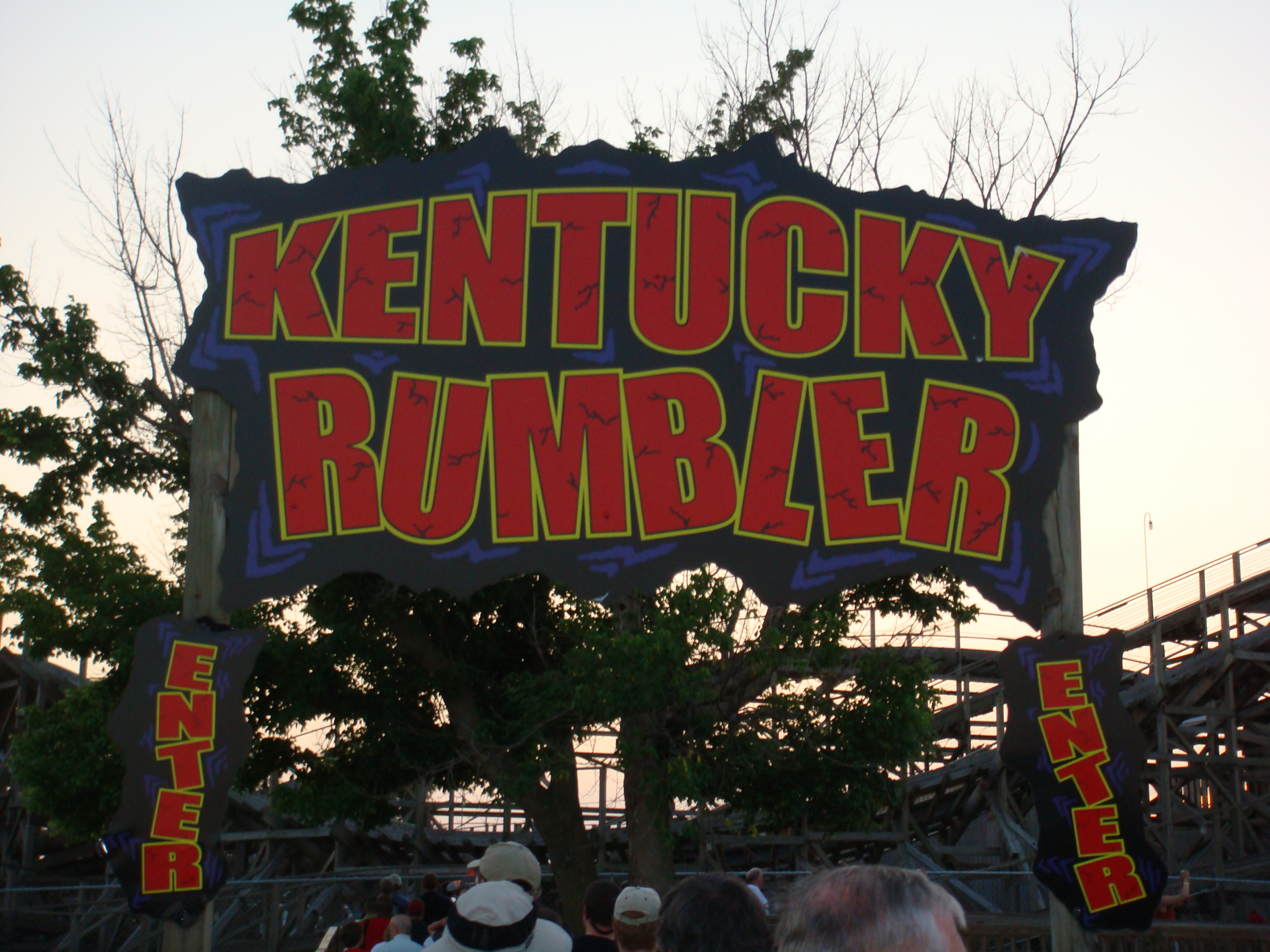
Enseigne de Kentucky Rumbler
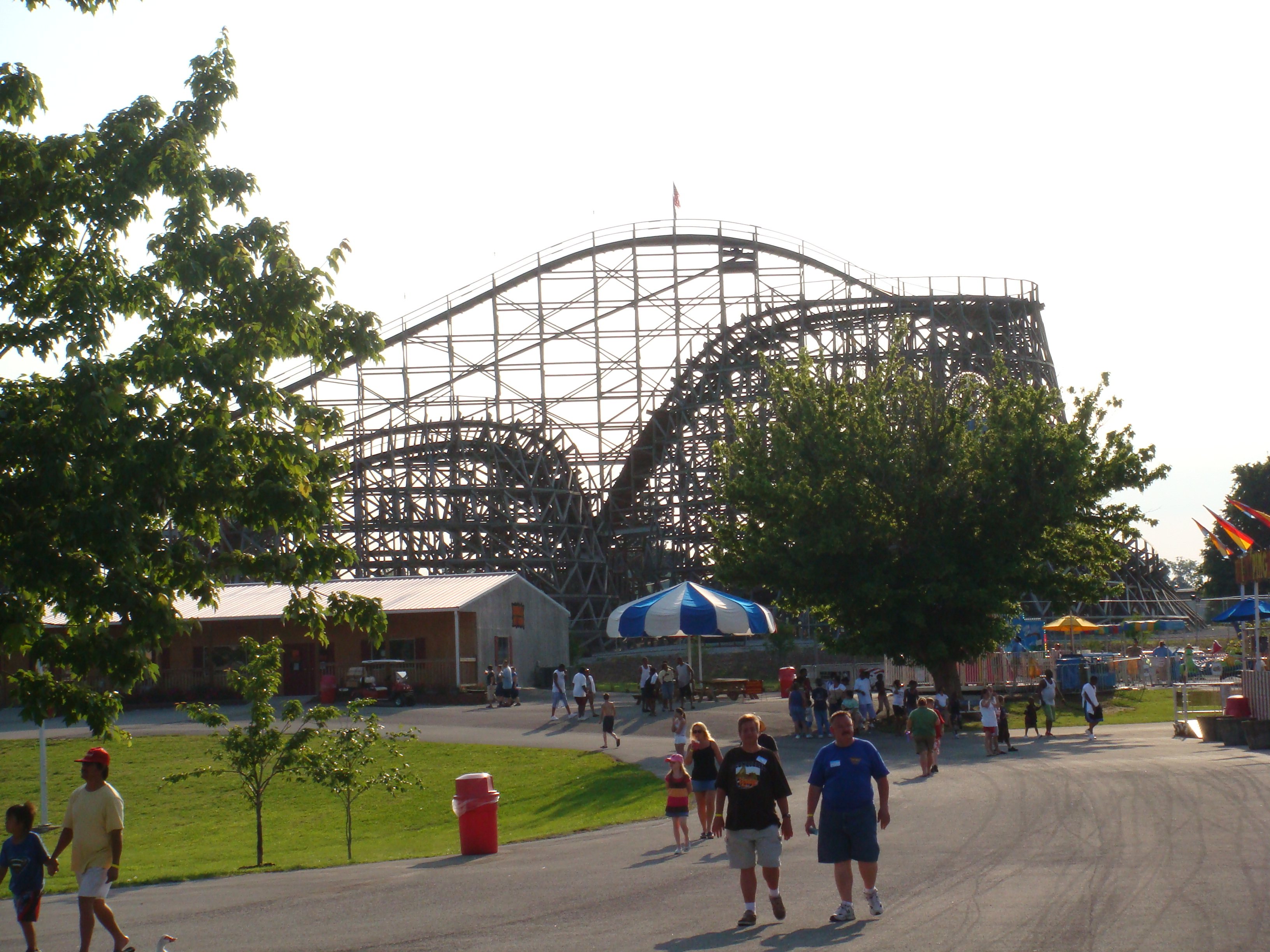
Kentucky Rumbler